# ホンボシ〜心理特捜事件簿〜
『ホンボシ〜心理特捜事件簿〜』（ホンボシ しんりとくそうじけんぼ）は、2011年1月20日から3月10日まで毎週木曜日20:00 - 20:54に、テレビ朝日系「木曜ミステリー」枠で放送された日本の刑事ドラマ。主演は船越英一郎。
京都府警察本部内に新設された「特別捜査支援班」を舞台としたドラマ。「木曜ミステリー」枠では、2010年1月期の『853〜刑事・加茂伸之介』以来、1年ぶりの新作ドラマとなる。

## 登場人物

### 京都府警察

#### 刑事部特別捜査支援班
各方面のスペシャリストを集め、新たに設置された部署。主に捜査一課の扱う事件に協力するが、時に捜査会議の決定とは正反対の方針で独自の捜査を展開する。オフィスに入ってすぐの水槽にナマズを飼っており、後に真田は自分達を「イワシの中のナマズ」と称している。
桐島孝作
演 - 船越英一郎
元心療内科医。表情解読のスペシャリスト。東京の科学警察研究所犯罪行動科学部捜査支援研究室から異動。東京に妻・華子を残している。かつて患者が殺人容疑で逮捕され、自殺した後に冤罪とわかった過去がある。その患者を信じ切れなかった責任を感じると共に、自分が警察の立場から何ができるのか確かめるべく転職した。
上記の事件から警察の捜査に懐疑的なのか、捜査会議への欠席や単独行動もしばしば。現場や訪問先を必要以上に物色するうえ、甘い物を勝手に食べてしまう手癖の悪さを持つ。一方で専門の心理学に加えて高い推理力を発揮し、「ホンボシ」と呼ぶ事件の真犯人に鋭く迫る。
友枝凛子
演 - 大塚寧々
元鑑識係員。駆け出しのころ万引き常習犯の嘘を見抜けなかった経験から鑑識に移り、「嘘をつかない」物証を扱う経験を積んできた。同棲中の恋人がいるらしい。以前真田と交際していた。
御子柴衛
演 - 桐山漣
元システムエンジニア。サイバー関連の分析に加え、セオリーに即したプロファイリングもこなす。かなりの自信家で、自分の推理を周囲にはばからず披露してしまう。オフィスではTシャツにジーンズとラフな格好で過ごし、 ブロックタイプのサプリメントをつまみながら職務にあたる。
六条舞
演 - 安田美沙子
庶務担当。好奇心旺盛で、作中の専門用語を周囲に解説させる役割も果たしている。暇な時は桐島とゲームに興じたり、心理テストの相手になっている。
真田英俊
演 - 髙嶋政宏
京都府警刑事部捜査一課1係の係長から異動した班長。叩き上げの高い力量をもって、冷静かつ柔軟に班を率いる。桐島の行動に多少手を焼きつつも、その実力を認めている。以前、友枝と交際していた。

#### 刑事部捜査一課
倉元吾郎
演 - 菅田俊
刑事部捜査一課1係の係長。前任の真田とは強い信頼関係が築かれている。
吉村和彦
演 - 古宮基成
刑事部捜査一課1係。特別捜査支援班をよく思っておらず、特に御子柴の発言にきつくあたる。従来型の刑事像を顕著に体現している人物。
矢代有作
演 - 峰蘭太郎
刑事部捜査一課 検視官。

#### 第一現場鑑識係
梶原稔
演 - 佐戸井けん太
第一現場鑑識係長。友枝の元上司にあたり、彼女が引き抜かれたことを嘆いている。
桜井慎吾
演 - 白石隼也
第一現場鑑識係。イマドキの若者であり、仕事への姿勢を事あるごとに梶原や友枝から注意されている。

#### 幹部
土井垣毅
演 - 榎木孝明
京都府警刑事部部長。従来的な組織捜査の危うさを「イワシの群れ」と喩え、別方向へ行動可能な特別捜査支援班を設立した張本人。ノンキャリアで、捜査員としての実績を積み上げ今の地位に就く。捜査戦略の立案に関して右に出る者がおらず、優秀な頭脳派の捜査幹部として府警内にその名を知られている。

### その他
諫早賢三郎
演 - 石橋蓮司
桐島の妻の父。東京から異動してきた桐島と同居することに。心理学の元大学教授であり、桐島との日常会話もどこか専門的。本作のコメディリリーフ。

### ゲスト
第1話「誘拐連鎖…表情分析が暴く嘘!!」
- 風間貴則（ジャーナリスト） - 安田顕
- 海野康弘（うどん店経営） - 平賀雅臣
- 浦辺誠二（花屋店員） - 野間口徹
- 海野由美子（海野の娘・図書館勤務） - 黒坂真美
- 森本義男 - 入江毅
- 田端晴彦（京都府警察 巡査長） - 野々村仁
- 森本香里（森本の娘・女子高生） - 福井美都
- 塩山健二（元報道カメラマン・故人） - 尾方裕司

第2話「嫌われる女!! 疑惑のママ友に秘められた殺意」
- 山口佳恵（「緑丘ハイツ5号館」607号室の入居者） - 佐藤仁美
- 荒川望美（「緑丘ハイツ5号館」408号室の入居者） - 国分佐智子
- 巽響子（「緑丘ハイツ5号館」505号室の入居者） - 大家由祐子
- 栗橋友里（松園町の住民） - 舟木幸
- 三田延子（「緑丘ハイツ5号館」405号室の入居者） - 滝沢涼子
- 原弘子（松園町の住民） - 木立美鳥
- 三田勇斗（延子の息子・浪人生） - 坂本恵介
- 大森克子（「緑丘ハイツ5号館」503号室の入居者） - 町野あかり
- 巽悟史（響子の夫） - 下元佳好
- 巽竜太（巽と響子の息子） - 岩元一成

第3話「VS表情が読めない救命医!! キスした遺体の謎」
- 工藤昭典（聖南総合病院救命救急センター外来の救命医） - 神尾佑
- 三崎香奈（聖南総合病院 看護師） - 黒川芽以
- 早川亮二（聖南総合病院 心臓外科医） - 吉満涼太
- 村雨高男（聖南総合病院 理事長） - 浜田晃
- 駒田幹夫（前科者・自動車整備工場の元従業員） - 菅原大吉
- 間宮（奈良中央大学病院 医師） - 藤沢徹衛

第4話「京都殺人同窓会!! 不倫と嫉妬と復讐の関係図」
- 山村逸人（日の出銀行 行員） - 大浦龍宇一
- 並木千春（並木の妻） - 古村比呂
- 並木善也（日の出銀行洛北支店 支店長） - 田中実
- 関口俊二（無職） - 池内万作
- 堀孝行（会社社長） - 奥田達士
- 美濃部慧太（奈々子の息子・「綾綺殿ショップ&カフェ」店員） - 窪田正孝
- 中沢真希（「綾綺殿ショップ&カフェ」バリスタ） - 長澤奈央
- 美濃部奈々子（日の出銀行大津支店 元行員・故人） - 押谷かおり

第5話「血塗られた京陶器！豪邸に集う殺人疑惑一族」
- 細川一樹（重春の長男） - 高橋和也
- 細川隆二（重春の次男・バーを経営） - マギー
- 細川重春（陶芸家・人間国宝） - 品川徹
- 細川公康（重春の従兄弟・酒屋の経営者） - 大林丈史
- 高木利幸（重春の弟子） - 村井克行
- 安藤光子（古美術安藤 経営者） - 久世星佳
- 平田浪江（細川家の家政婦） - 広岡由里子
- 木村由紀男（重春の弟子） - 山根誠示
- 金継職人 - 小峰隆司

第6話「疑惑!! 美しすぎる課長の殺意と嘘」
- 矢吹洋子（彩京硝子営業三部 課長） - 水野真紀
- 福井義人（彩京硝子営業三部 係長） - 大河内浩
- 小嶌智彦（彩京硝子営業三部 社員） - 滝藤賢一
- 高田真弓（彩京硝子営業三部 社員） - 山下容莉枝
- 北山晴紀（彩京硝子営業三部 社員） - 川野直輝
- 佐野匡（彩京硝子営業三部 元社員） - 春海四方
- 三宅秀美（彩京硝子デザイナー） - 山下裕子
- 新田英佑 - 東山龍平
- 三浦泰男（彩京硝子営業三部 元社員） - 窪田弘和

第7話「vs地検の女!! 女装殺人を仕組む頭脳の正体!?」
- 島田千恵（東京地検検事） - 高橋ひとみ
- 木下哲宏（自称経営コンサルタント） - 加藤虎ノ介
- 明石孝俊（厚生労働省の元薬品局長） - 春田純一
- 佐々本義男（美佐の父・教師） - 伊藤正之
- 小野寺太郎（近畿バイオケミカルセンター 職員） - 伊庭剛
- 佐々本美佐（ホステス・失踪中） - 鈴木明菜
- 神林悟（厚生労働省の元職員・故人） - 井上剛
- 大崎摂子 - 草村礼子

最終話「京都嵐山、すれ違う二つの事件!! 殺した？殺してない？消えた殺人記憶の謎!! 心理捜査vs連続射殺…16年目に動いた殺意」
前編
- 椎名ゆかり（「みやこ放送」ラジオパーソナリティ） - 井上和香
- 矢野大介（「みやこ放送」スタッフ） - 近藤公園
- 三倉瑛子（「みやこ放送」ラジオパーソナリティ） - 藤林美沙
- 小早川俊（「みやこ放送」元番組ディレクター・半年前に失踪） - 西村匡生
- 田中睦美（小早川の元妻） - 園英子

後編
- 新庄明（桜宮大学犯罪心理学 教授） - 杉本哲太
- 沢村隆志（大阪府警捜査一課 巡査部長） - 山中聡
- 神田（大阪府警察 刑事） - 野仲イサオ
- 大河内昌弘（広告代理店社長） - 岸祐二
- 二階堂公則（生命保険会社社員） - 池田稔
- 雨宮勇作（バーの店主） - 野元学二
- 春間孝信 - 澤向要進
- 山本（大阪府警察 刑事） - 稲田龍雄
- 藤野由紀子（元ジュエリーデザイナー・故人） - 小浦愛

## スタッフ
- 脚本 - 丸茂周、真部千晶、武上純希、福田卓郎、岩下悠子
- 音楽 - 吉川清之
- 監督 - 猪原達三、石川一郎、藤岡浩二郎
- 主題歌 - 平原綾香「別れの曲」（DREAMUSIC）[3]
- ゼネラルプロデューサー - 井圡隆（テレビ朝日）
- プロデューサー - 井上千尋（テレビ朝日）、目黒正之、和佐野健一（東映）
- 制作 - テレビ朝日、東映

## 放送日程
- 最終回は54分拡大（20:00 - 21:48）。

| 各話                                                           | 放送日        | サブタイトル                                                                                                  | 脚本              | 監督       | 視聴率 |
| -------------------------------------------------------------- | ------------- | --- | ----------------- | ---------- | ------ |
| 第1話                                                          | 2011年1月20日 | 誘拐連鎖…表情分析が暴く嘘!!                                                                                   | 丸茂周            | 猪原達三   | 10.5%  |
| 第2話                                                          | 2011年1月27日 | 嫌われる女!! 疑惑のママ友に秘められた殺意                                                                     | 真部千晶          | 猪原達三   | 12.7%  |
| 第3話                                                          | 2011年2月03日 | VS表情が読めない救命医!! キスした遺体の謎                                                                     | 丸茂周            | 石川一郎   | 10.2%  |
| 第4話                                                          | 2011年2月10日 | 京都殺人同窓会!! 不倫と嫉妬と復讐の関係図                                                                     | 真部千晶          | 石川一郎   | 11.3%  |
| 第5話                                                          | 2011年2月17日 | 血塗られた京陶器！豪邸に集う殺人疑惑一族                                                                      | 真部千晶 武上純希 | 藤岡浩二郎 | 12.3%  |
| 第6話                                                          | 2011年2月24日 | 疑惑!! 美しすぎる課長の殺意と嘘                                                                               | 真部千晶          | 藤岡浩二郎 | 11.7%  |
| 第7話                                                          | 2011年3月03日 | vs地検の女!! 女装殺人を仕組む頭脳の正体!?                                                                     | 福田卓郎          | 石川一郎   | 10.3%  |
| 最終話                                                         | 2011年3月10日 | 京都嵐山、すれ違う二つの事件!! 殺した？殺してない？消えた殺人記憶の謎!! 心理捜査vs連続射殺…16年目に動いた殺意 | 岩下悠子（前編）  | 猪原達三   | 11.7%  |
| 最終話                                                         | 2011年3月10日 | 京都嵐山、すれ違う二つの事件!! 殺した？殺してない？消えた殺人記憶の謎!! 心理捜査vs連続射殺…16年目に動いた殺意 | 丸茂周（後編）    | 猪原達三   | 11.7%  |
| 平均視聴率 11.4%（視聴率はビデオリサーチ調べ、関東地区・世帯） |               | |                   |            |        |

## 遅れネット局
- 北日本放送（KNB）2011年9月 - 12月 月曜朝9：30 - 10：25に放送